# インドールピルビン酸デカルボキシラーゼ
インドールピルビン酸デカルボキシラーゼ(Indolepyruvate decarboxylase、EC 4.1.1.74)は、以下の化学反応を触媒する酵素である。
3-(インドール-3-イル)ピルビン酸 {\displaystyle \rightleftharpoons } 2-(インドール-3-イル)アセトアルデヒド + CO2
従って、この酵素の基質は、3-(インドール-3-イル)ピルビン酸のみ、生成物は、2-(インドール-3-イル)アセトアルデヒドと二酸化炭素の2つである。
この酵素はリアーゼ、特に炭素-炭素結合を切断するカルボキシリアーゼに分類される。系統名は、3-(インドール-3-イル)ピルビン酸 カルボキシリアーゼ [2-(インドール-3-イル)アセトアルデヒド形成](3-(indol-3-yl)pyruvate carboxy-lyase [(2-indol-3-yl)acetaldehyde-forming])である。他に、indol-3-yl-pyruvate carboxy-lyase、3-(indol-3-yl)pyruvate carboxy-lyase等とも呼ばれる。この酵素は、トリプトファンの代謝に関与している。

## 構造
2007年末時点で、1つの構造が解明されている。蛋白質構造データバンクのコードは、1OVMである。